# Crambus attis
Crambus attis là một loài bướm đêm trong họ Crambidae.